# Tanaotrichia prasonaria
Tanaotrichia prasonaria är en fjärilsart som beskrevs av Swinhoe 1892. Tanaotrichia prasonaria ingår i släktet Tanaotrichia och familjen mätare. Inga underarter finns listade i Catalogue of Life.